# イギリス鉄道67形ディーゼル機関車
67形（Class 67）は、1999年に登場したイギリス向けの本線用電気式ディーゼル機関車である。1999年から2000年にかけてスペイン・バレンシアのアルストム工場で製造された。

## 概要
貨物鉄道会社のEWSが、郵便列車で使用する47形の置き換えで導入した機関車である。最高速度は201km/h（125mph）と従来のディーゼル機関車と比べて非常に高い。車体はアルストムが設計、エンジンなど走行機器類はGM-EMDの製品が使用された。

## 運用
登場当初より郵便輸送列車に充当されていたが、2003年にロイヤルメールとの契約が終了したことで2004年までに運行を終了した。その後は寝台列車カレドニアン・スリーパーの非電化区間での牽引機、チルターン・レイルウェイズやアリーヴァ・トレインズ・ウェールズの旅客列車、東海岸本線の救援用機関車などに使用された。
67005号、67006号、67026号の3両は、イギリス王室のお召し列車（ロイヤルトレイン）の牽引機に指定されている。